# Komacubara Micsitaró
Komacubara Micsitaró (小松原道太郎 Komatsubara Michitarō) (1885. július 20. – 1940. október 6.) altábornagy, a Japán Birodalmi Hadsereg parancsnoka volt a Halhín-goli csata idején.

## Életrajz
Jokohamában, Kanagava prefektúrában született, apja hajómérnök volt. Komacubara 1905-ben elvégezte a Japán Császári Katonai Akadémiát, majd 1906. júniusától a 34. gyalogsági ezredhez osztják be. 1909-1910 közt Oroszországban katonai attaséként szolgált, ezen időszak alatt megtanult oroszul. A csingtaoi ütközetben részt vesz, majd 1915-ben visszatér Japánba és átveszi a 34. gyalogsági ezred parancsnokságát. 1927 és 1929 közt ismételten katonai attasé Moszkvában. A '30-as években gyorsan halad felfelé a ranglétrán. 1936-ban előléptették altábornaggyá, és kinevezték a Japán Birodalmi Hadsereg 23. hadosztályának élére, valamint a Kvantung-hadsereg vezérkarában is szolgált.
Egységei összetűzésbe kerültek Mandzsukuo és a Mongol Népköztársaság határán a szovjet és mongol erőkkel, egy kisebb határvita kapcsán, és a kibontakozó harc lassanként hadjárattá változott. A Halhín-goli csata során végül az elégtelen ellátás, Zsukov sikeres álcázó tevékenysége és az elégtelen haderő miatt vereséget szenvedett. Ezt követően 1939. novemberében leváltották pozíciójából. A következő év januárjában visszavonult, és 1940. október 6-án rituális öngyilkosságot, szeppukut követett el.